# Martin Schieblich
Hermann Martin Schieblich (* 16. September 1893 in Dresden; † 10. August 1973 in Leipzig) war ein deutscher Tierarzt und Hochschullehrer an der Universität Leipzig.

## Leben
Er war der Sohn des Oberkasseninspektors Martin Schieblich. Nach dem Abitur in Dresden studierte Schieblich 1913 bis 1919 Veterinärmedizin an der Tierärztlichen Hochschule Dresden (TiHo Dresden). Während seines Studiums wurde er Mitglied beim Verein Deutscher Studenten Dresden und beim Verein Deutscher Studenten Leipzig. Im Ersten Weltkrieg wurde er eingezogen. 1920 erfolgte die Approbation als Tierarzt. Als Assistent an der Medizinischen Klinik der TiHo Dresden promovierte er zum Dr. med. vet. 1920 wurde er wissenschaftlicher Assistent am Tierphysiologischen Institut der Landwirtschaftlichen Hochschule Berlin (bei Arthur Scheunert). 1923 wechselte er mit diesem ans Veterinär-Physiologische Institut der neu gegründeten Veterinärmedizinischen Fakultät der Universität Leipzig. 1929 folgte die Habilitation für das Fachgebiet Veterinär-Physiologie. 1929 bis 1936 lehrte er als Privatdozent für Veterinärphysiologie. 1936 wurde er wissenschaftlicher Oberassistent, bald danach nichtplanmäßiger außerordentlicher Professor für Veterinärphysiologie. Er lehnte einen Ruf an die Universität Ankara ab und ging 1937 bis 1946 als Kreistierarzt nach Grimma (Sachsen). 1947 bis 1951 leitete er die bakteriologische Abteilung in der Zweigstelle Oelzschau des Sächsischen Serumwerkes Dresden. 1952 war 1958 war er wieder Professor und Direktor des Veterinär-Physiologischen Institutes in Leipzig.
Schieblich arbeitete über Wirkstoffe in der Tierernährung: nutritive Wirkungsmechanismen der Antibiotika, Einfluss der Ascorbinsäure auf die bedingt reflektorische Tätigkeit bei Meerschweinchen, die Arbeitshypertrophie des Skelettmuskels, Untersuchungen an der Magen-Darmflora bei Ratten.
Er war Mitglied der NSDAP seit 1933 und Blockwart in der NSDAP 1933–1937. Im November 1933 unterzeichnete er das Bekenntnis der deutschen Professoren zu Adolf Hitler. Ferner war er Mitglied im NS-Lehrerbund 1934–1937, in der NS-Volkswohlfahrt 1934–1945 sowie im Reichsluftschutzbund 1943–1945. In der SBZ war er seit 1945 Mitglied der LDPD und seit 1947 Mitglied im FDGB.

## Schriften
- Die Metschnikoffsche Theorie und der Einfluß der Kost auf Darmflora, Wachstum, Fortpflanzung, Gebaren und Blutbild der weissen Ratte, (=Habil.) Jena 1929
- (mit Arthur Scheunert): Über die Resorption von Vitamin B im Dünndarm (= Berichte der mathematisch-physikalischen Klasse der Sächsischen Akademie der Wissenschaften zu Leipzig, Bd. 87,3), Leipzig 1935